# Yolande d'Aragon (rose)
Pour les articles homonymes, voir Yolande d'Aragon.
'Yolande d'Aragon' est un cultivar de rosier de Portland parmi les plus fameux, sinon le plus fameux, de cette catégorie de roses anciennes. Il a été obtenu en 1843 par le rosiériste français Vibert dont c'est le chef-d'œuvre. Il doit son nom à Yolande d'Aragon (1381-1442), épouse de Louis II d'Anjou et admiratrice de Jeanne d'Arc, et célèbre donc la beauté angevine, puisqu'elle était surnommée « la plus belle princesse de la chrétienté ». Il est issu d'un semis de 'La Belle de Trianon' de Vibert.

## Description
Ses très grandes fleurs (de 12 à 15 cm) d'abord sphériques puis plates sont très doubles et très parfumées. Elles attirent le regard de l'amateur par leur couleur rose vif, virant au pourpre au fur et à mesure de la floraison. Celle-ci est abondante en juin, puis tout au long de l'été, si l'on supprime bien les fleurs fanées.
Le buisson à l'ample feuillage vert tendre et au port érigé peut s'élever à 120 cm, voire 150 cm.
C'est une rose qui tient très bien en bouquet et attire par sa couleur et son parfum. Elle est considérée comme le nec plus ultra des roses anciennes. On peut l'admirer entre autres à la roseraie du Clos Barbisier.

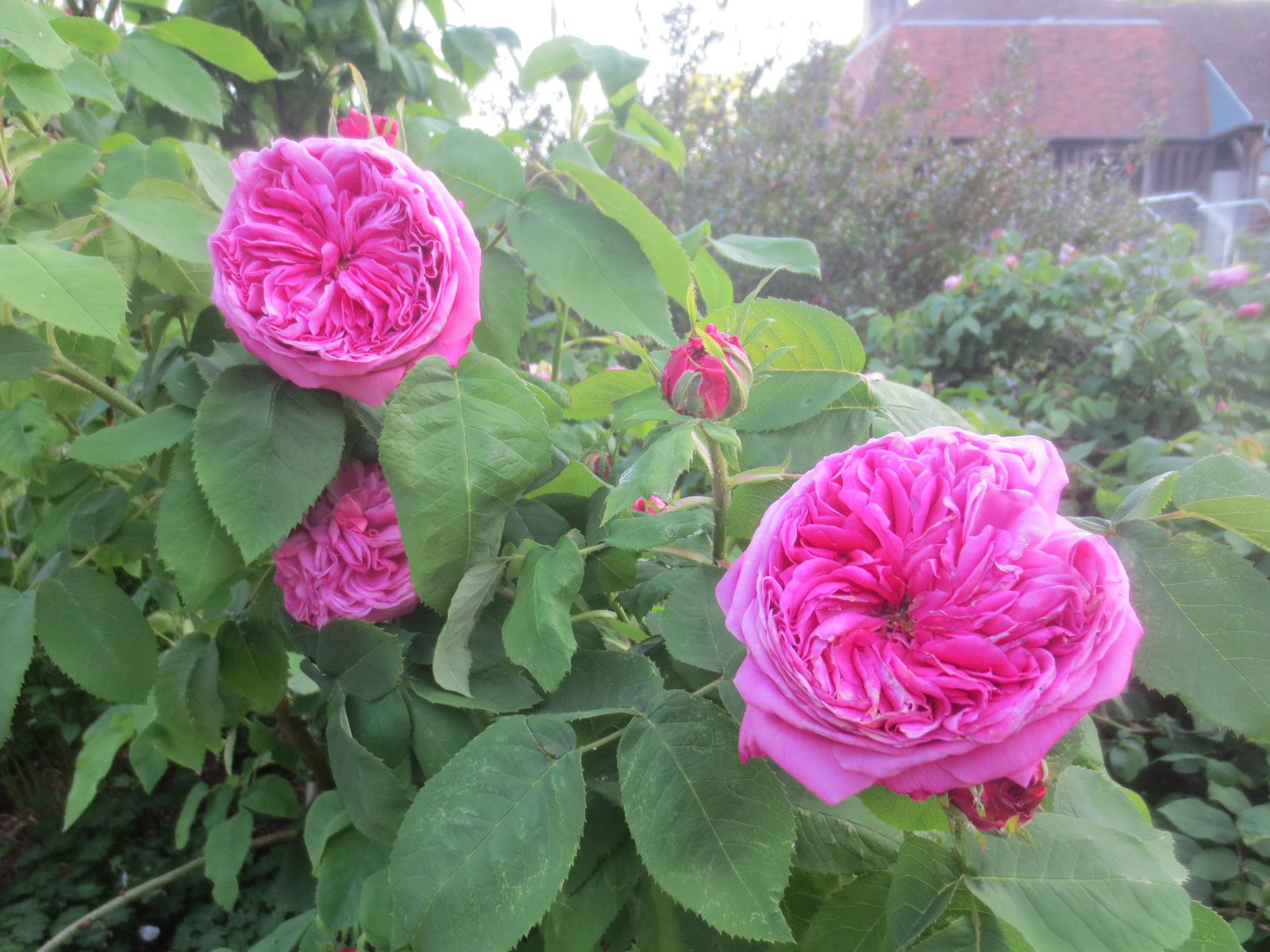
Buisson de 'Yolande d'Aragon' au Clos Barbisier.